# Julie Otsuka
Julie Otsuka (Palo Alto, 15 maggio 1962) è una scrittrice statunitense d'origine giapponese.

## Biografia
Nata a Palo Alto, in California nel 1962, vive e lavora tra New York e San Francisco.
Dopo la laurea con Bachelor of Arts all'Università Yale si è specializzata alla Columbia University ottenendo un Master of Fine Arts. 
Pittrice, esordisce nella narrativa nel 2002 con il romanzo storico Quando l'imperatore era un dio riguardante l'internamento dei giapponesi negli Stati Uniti premiato venti anni dopo con il Premio Phoenix.
Con il secondo romanzo, Venivamo tutte per mare, sul tema delle donne giapponesi mandate in spose in America a connazionali sconosciuti, ottiene numerosi riconoscimenti quali il PEN/Faulkner per la narrativa e il Prix Femina Étranger.

## Opere

### Romanzi
- Quando l'imperatore era un dio (When the Emperor was Divine, 2002), Torino, Bollati Boringhieri, 2013 traduzione di Silvia Pareschi ISBN 978-88-339-2276-8.
- Venivamo tutte per mare (The Buddha in the Attic, 2011), Torino, Bollati Boringhieri, 2012 traduzione di Silvia Pareschi ISBN 978-88-339-2275-1.
- Nuoto libero (The Swimmers), Torino, Bollati Boringhieri, 2022 traduzione di Silvia Pareschi ISBN 978-88-339-3982-7.

## Premi e riconoscimenti
Premio Alex
- 2003 per Quando l'imperatore era un dio

Premio PEN/Faulkner per la narrativa
- 2012 per Venivamo tutte per mare

Prix Femina Étranger
- 2012 per Venivamo tutte per mare

Premio Phoenix
- 2022 per Quando l'imperatore era un dio

Medaglie Andrew Carnegie per l'eccellenza nella narrativa e nella saggistica
- 2023 per Nuoto libero[7]